# João Evangelista Rick
Johann (João) Evangelista Rick ( 1869 - 1946) fue un sacerdote, botánico y micólogo brasileño, nacido en Austria, que estudió la flora fúngica brasileña.
Es considerado el "padre de la micología brasileña". Fue el primero en documentar sistemáticamente la biodiversidad de los hongos, especialmente de macrohongos, del sur de Brasil. Rick estableció comunicaciones con varios micólogos contemporáneos, tales como Giacomo Bresadola, Curtis Gates Lloyd, Hans Rehm, y Hans Sydow, que le ayudó a identificar sus colecciones brasileñas. De 1894 a 1898, fue docente en el Distrito de Feldkirch antes de estudiar teología en Valkenburg (Países Bajos) de 1899 a 1902. Ya en Brasil en 1902, fue maestro hasta 1915, luego como trabajador social de 1915 a 1929, y finalmente profesor de teología en 1942.

## Algunas publicaciones
- 1960. "Basidiomycetes eubasidii in Rio Grande do Sul - Brasilia 4. Meruliaceae, Polyporaceae e Boletaceae". Iheringia Série Botânica 7: 193–295
- La abreviatura «Rick» se emplea para indicar a João Evangelista Rick como autoridad en la descripción y clasificación científica de los vegetales.[5]

## Honores

### Eponimia
- Desde 1962, en Sao Paulo, se publica la revista micológica Rickia

## Otras lecturas
- Fidalgo O. (1962). «Rick, o pai da micologia brasileira». Rickia 1: 3-11.
- Torrend C. (1918). «Le Rev. Pere Johannes Rick, S. J.». Mycological Notes 53: 750-751.